# آشور بيل كالا
آشور بيل كالا هو الملك ال89 لآشور من القرن 10 ق م، حسب قائمة ملوك آشور ذكرت أنه حكم لمدة 18 سنة، من سنة 1074 إلى سنة 1056 ق م. خلف الحكم من أخيه أشاريد أبال إيكور، شن عدة حملات ضد الآراميين، كما تمتع بعلاقات جيدة مع ملك بابل مردوخ نادين أهي، خلفه في الحكم إبنه إيريبا أدد الثاني.